# Войвож (приток Маръёли)
Войвож (устар. Вой-Вож) — река в России, протекает в Республике Коми по территории района Печора. Правый приток реки Маръёль. Устье реки находится около железнодорожного моста между станциями Чикшино и Каменка. Длина реки составляет 10 км.

## Этимология гидронима
Войвож в коми — «северный приток», от вой «ночь», «север», «северный» и вож «приток».